# Autoba purpureocinerea
Autoba purpureocinerea là một loài bướm đêm trong họ Erebidae.